# Eliomys munbyanus
Eliomys munbyanus är en gnagare i familjen sovmöss som förekommer i norra Afrika.

## Utseende
Arten når en kroppslängd (huvud och bål) av 100 till 140 mm, en svanslängd av 96 till 118 mm och en vikt av 42 till 42 g. Bakfötterna är cirka 25 mm långa och öronen är ungefär 24 mm stora. Pälsen på ovansidan har en rödbrun till gulbrun färg, ibland med gråa nyanser. Det finns en tydlig gräns mot den vita eller ljusgråa undersidan. Arten har den för släktet typiska ansiktsteckningen med en mörk mask kring de stora öronen, med krämfärgade kinder, med bruna ovala öron och med en vit eller rosa fläck bakom varje öga. Andra delar av huvudet har samma färg som ryggen. Arten har vita bakfötter. På svansen blir håren fram till spetsen längre (nästan 2 cm). Svansens ovansida är nära bålen rödbrun eller gulbrun, i mitten svart och vid spetsen vit. Undersidan har vid bålen en ljusgrå eller ljusbrun färg, är svart i mitten och vit vid spetsen. Honor har två spenar på bröstet, två på buken och fyra vid ljumsken. Eliomys melanurus är allmänt större. Dessutom är den vita svansspetsen hos Eliomys melanurus betydlig kortare eller den saknas helt.

## Utbredning
Utbredningsområdet sträcker sig från nordvästra Västsahara över Marocko, norra Algeriet och Tunisien till nordvästra Libyen. Små avskilda populationen finns i södra Västsahara och i sydvästra Libyen. Arten lever i låglandet och i bergstrakter upp till 3800 meter över havet. Habitatet varierar mellan fuktiga skogar, torra skogar, buskskogar, klippiga områden med glest fördelad växtlighet, sanddyner nära kusten och öknar. Eliomys munbyanus besöker även trädgårdar och byggnader.

## Ekologi
Arten är aktiv hela året och den håller i motsats till de flesta andra sovmöss ingen vinterdvala. Ibland kan den inta ett stelt tillstånd (torpor). Individerna är nattaktiva och de lever främst ensam. Boet byggs av gräs, fiber från palmblad, blomställningar eller ull från boskapsdjur. Det göms i trädens håligheter, i buskar, i bergssprickor, i grottor, i byggnadernas tak eller i mindre byggnader som används sällan av människor.
Födan varierar mellan frukter, grönsaker, insekter, sniglar och fågelägg. Ett exemplar iakttogs när de fångade fjärilar. I bergstrakter sker fortplantningen under våren och i lägre regioner även under hösten. Vanligen föds 4 till 6 ungar per kull och en hona var dräktig med 8 ungar. Ungarna lämnar boet efter cirka sju veckor. Eliomys munbyanus jagas av afrikansk guldvarg och av olika ugglor. En vanlig parasit är Schizophthirus pleurophaeus som tillhör familjen gnagarlöss.

## Hot
För beståndet är inga hot kända. Hela populationen anses vara stabil. IUCN listar arten som livskraftig (LC).